# Collegio di Solihull West and Shirley
Solihull West and Shirley è un collegio elettorale inglese situato nella contea delle West Midlands, nella regione delle Midlands Occidentali, rappresentato alla Camera dei comuni del Parlamento del Regno Unito. Elegge un membro del parlamento con il sistema first-past-the-post, ossia maggioritario a turno unico; l'attuale parlamentare è Neil Shastri-Hurst del Partito Conservatore, che rappresenta il collegio dal 2024.

## Estensione
Il collegio è costituito dai seguenti ward elettorali del borgo metropolitano di Solihull: Blythe; Lyndon; Olton; St. Alphege; Shirley East; Shirley South e Shirley West.

## Membri del parlamento
| Elezione | Elezione | Deputato           | Partito      |
| -------- | -------- | ------------------ | ------------ |
|          | 2024     | Neil Shastri-Hurst | Conservatore |

## Elezioni

### Elezioni negli anni 2020
| Partito                    | Partito                                         | Candidato                  | Risultati 4 luglio 2024 | Risultati 4 luglio 2024 |
| Partito                    | Partito                                         | Candidato                  | Voti                    | %                       |
| -------------------------- | ----------------------------------------------- | -------------------------- | ----------------------- | ----------------------- |
|                            | Conservatore                                    | Neil Shastri-Hurst         | 16 284                  | 34,74                   |
|                            | Laburista                                       | Deirdre Fox                | 11 664                  | 24,88                   |
|                            | Lib Dem                                         | Ade Adeyemo                | 7 916                   | 16,89                   |
|                            | Reform UK                                       | Mary McKenna               | 7 149                   | 15,25                   |
|                            | Verdi                                           | Max McLoughlin             | 3 270                   | 6,98                    |
|                            | Indipendente                                    | Julian Knight              | 594                     | 1,27                    |
|                            |                                                 |                            |                         |                         |
| Iscritti                   | Iscritti                                        | Iscritti                   | 71 813                  | 100,00                  |
| ↳ Votanti (% su iscritti)  | ↳ Votanti (% su iscritti)                       | ↳ Votanti (% su iscritti)  | 46 877                  | 65,28                   |
| ↳ Astenuti (% su iscritti) | ↳ Astenuti (% su iscritti)                      | ↳ Astenuti (% su iscritti) | 24 936                  | 34,72                   |
|                            |                                                 |                            |                         |                         |
|                            | Esito: collegio a Conservatore (nuovo collegio) |                            |                         |                         |